# Долгоруков, Василий Васильевич (1786)
Князь Васи́лий Васи́льевич Долгору́ков (27 марта 1787 — 12 декабря 1858, Санкт-Петербург) — русский придворный, егермейстер, обер-шталмейстер в правление Николая I. Вице-президент Вольного экономического общества.
Рюрикович в XXVII колене, из княжеского рода Долгоруковых. Старший сын генерал-поручика князя Василия Васильевича Долгорукова (1752—1812) и Екатерины Фёдоровны Барятинской (1769—1849), статс-дамы и кавалерственной дамы.
Владелец загородной виллы на Каменном острове и подмосковной усадьбы Волынщино-Полуэктово.

## Биография
Крещён (05 апреля 1787) в церкви Введения во храм Пресвятой Богородицы лейб-гвардии Семёновского полка при восприемстве графа В. П. Мусина-Пушкина и княгини Д. А. Голицыной.
Получил домашнее образование, поручик Семёновского полка (1808). Участвовал при Александре I в турецкой войне, отличился при штурме Браилова и в сражении под Силистрией.
Служа в Семёновском полку, влюбился в княжну Гагарину, когда она была ещё в институте. Сделав предложение, он получил отказ, потому что княжна решила не выходить за военного. Оставив военную службу, он всю жизнь прослужил по придворному ведомству: камер-юнкер (1812), камергер (1814), егермейстер (1818—1825 ), шталмейстер двора (12 декабря 1819), в 1826 году в коронацию Николая I получил Александровскую ленту.
Супруга принесла мужу в приданое хорошее состояние — около 30 тысяч крепостных крестьян. После свадьбы Долгоруковы некоторое время жили в Петербурге в доме на Английской набережной, позже переехали в собственный дом у Гагаринской пристани (1814). Жили открыто, но праздники и балы давали редко, потому что княгиня не любила больших, пышных собраний и сама ездила ко двору только по необходимости.

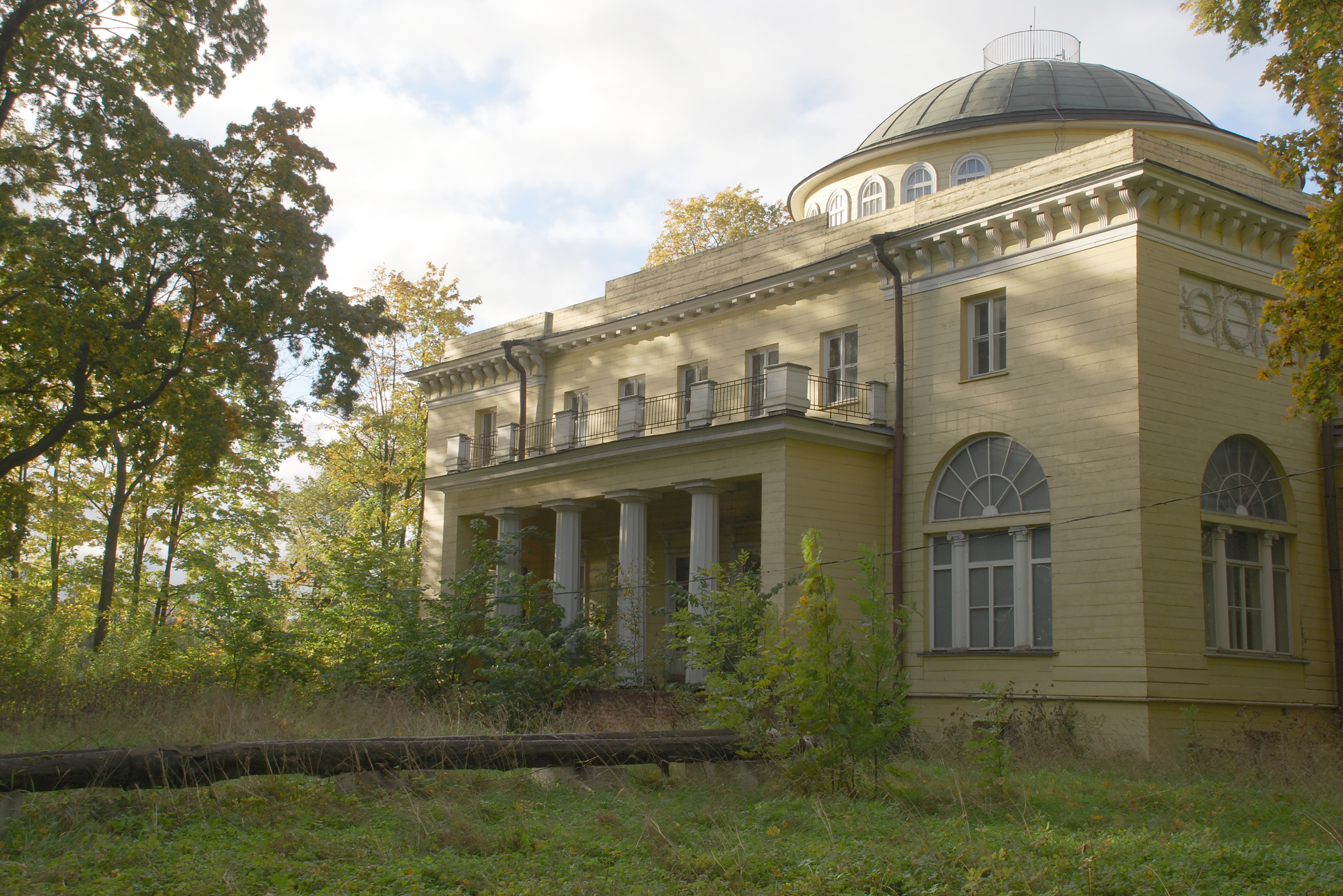
Дача Долгорукова на Каменном острове

В семье провели свои детские и юношеские годы будущие декабристы Пётр и Александр Беляевы. Князь часто оказывал братьям финансовую поддержку, делая это в тактичной форме. Не забыл он о них и когда они находились в ссылке в Сибири, благодаря его ходатайству им разрешено было отправиться рядовыми на Кавказ в 1833 году.

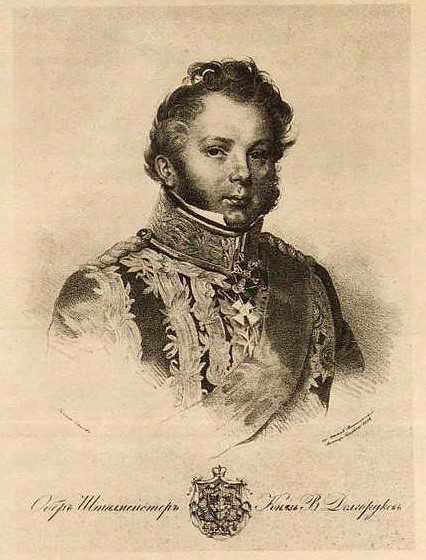
Обер-шталмейстер Долгоруков В. В. 1834 г.

Пожалован в обер-шталмейстеры двора в июне 1832 года, заведовал царскими конюшнями. Предводитель дворянства Санкт-Петербургской губернии (1832—1841). Исполнял обязанности президента Придворной конюшенной конторы (1832—1842). Член Попечительского совета заведений общественного призрения в Санкт-Петербурге (1833—1842). Вице-президент Вольно-Экономического Общества.
Уволен от должности и от службы (1843). По словам барона М. А. Корфа, пользуясь особенной милостью и достигнув, почти без службы, Андреевской ленты, он начал падать в глазах императора со времени размолвки брата его Н. В. Долгорукова с графом Шуваловым, и потом совсем упал через поведение свое при последних дворянских выборах в Петербурге. При этом Василий Долгоруков давно увивался около графини Шуваловой и везде брал сторону против своего брата, что тоже дошло до сведения Государя. Последствием всего этого стала его отставка.
«Долгорукова не любили и не уважали в публике, — писал М. А. Корф, — но и он, и вся фамилия его так давно были при дворе и пользовались там всегда таким почётом, что падение его поразило все высшее общество и отозвалось и в целом городе, где он был почти всем известен».
Умер в Петербурге († 12 декабря 1858) и похоронен на Смоленском кладбище.

## Награды
- Награждён орденом Александра Невского (22 августа 1826).
- Награждён орденом св. Владимира 1-й степени (21 апреля 1834).
- Сделан кавалером ордена св. Андрея Первозванного (25 марта 1839).

## Семья

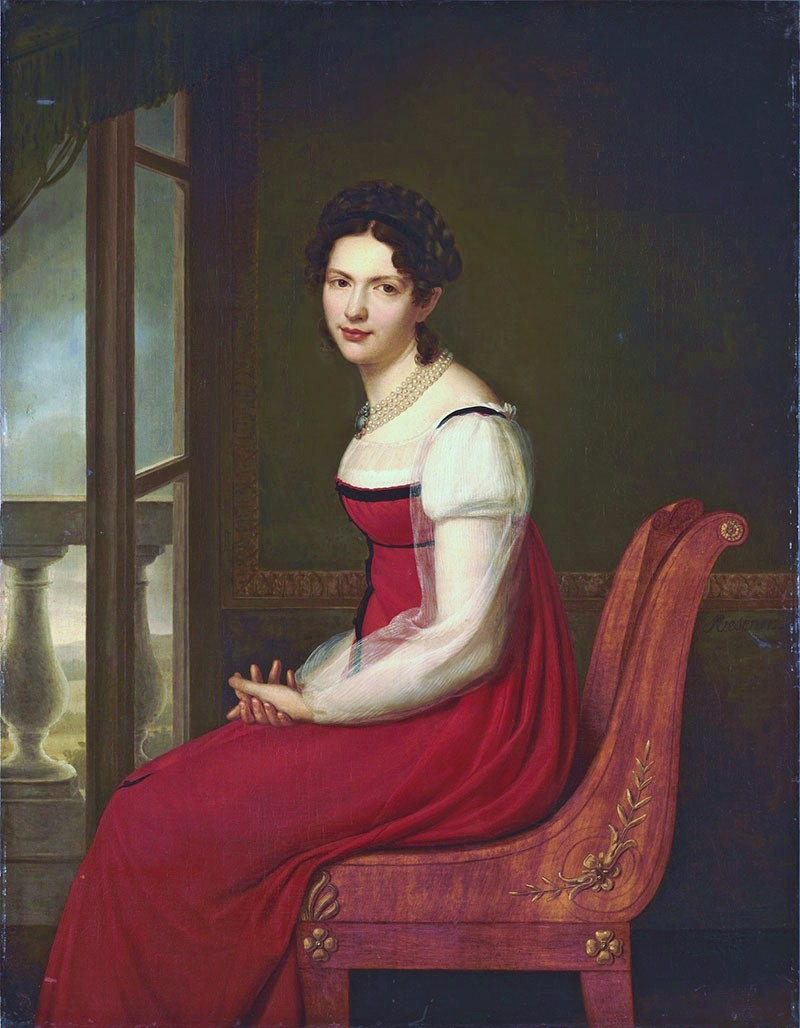
Варвара Сергеевна Долгорукова

Жена (с 07 января 1812 года) — княжна Варвара Сергеевна Гагарина (1793—31.01.1833), сестра директора Императорских театров князя С. С. Гагарина; дочь действительного тайного советника князя Сергея Сергеевича Гагарина (1745—1798) и княжны Варвары Николаевны Голицыной (1762—1802). Лишившись родителей, получила воспитание в Екатерининском институте, под попечением императрицы Марии Фёдоровны. Окончив в 1811 году курс с золотым шифром большой величины, была пожалована во фрейлины и поселилась у своей двоюродной сестры, графини Прасковьи Николаевны Гурьевой (1764—1830). Венчалась в Петербурге в Исаакиевском соборе, поручителями по жениху были П. Валуев и князь А. Хованский; по невесте — М. Обресков и Д. Гурьев. По словам княжны Туркестановой, молодая княгиня Долгорукова:
была очаровательна, прелестна как ангел, остроумна, озорна и в меру капризна. Её поведение было безупречно, и хотя у неё  было много поклонников, она держала их на приличном расстоянии.
 С особой теплотой о Варваре Сергеевне отзывался декабрист А. П. Беляев. По его словам, она была идеальная женщина, обладавшая такой красотой, такой прелестью обращения и таким умом, что нельзя было не восхищаться ею и не сделаться её поклонником. В последние годы жизни она отдалилась от света и мужа, делала много добра и многих бедных содержала на свои средства. Скончалась от чахотки († 1833), похоронена на Смоленском православном кладбище.
Имели детей:
- Василий Васильевич (14.11.1812[11]— ?) — крещен в Исаакиевском соборе, крестник дяди князя Н. В. Долгорукова и бабушки Е. Ф. Долгоруковой.
- Мария Васильевна (19.04.1814[12]—1869) — крещена (07 мая 1814) в Придворном соборе Зимнего дворца при восприемстве императрицы Марии Фёдоровны, фрейлина, замужем за действительным статским советником Львом Кирилловичем Нарышкиным (1809—1855), сыном обер-гофмаршала К. А. Нарышкина. По отзыву современницы у Мария Васильевна было «замечательное лицо редчайшей красоты, прекрасный профиль, правильные и тонкие черты, очень живые красивые черные глаза и черные волосы»[13], но и большие странности. Умерла в умопомешательстве, от которого лечилась в Париже.
- Варвара Васильевна (05.02.1816[14]—1866) — крещена (17 февраля 1816) в церкви Вознесения Господня при Адмиралтействе при восприемстве графини П. В. Мусиной-Пушкиной; замужем за московским генерал-губернатором князем Владимиром Андреевичем Долгоруковым (1810—1891).
- Сергей Васильевич (26.09.1820[15]—1853) — крещён (05 октября 1820) в Сергиевском соборе при восприемстве князя С. С. Гагарина и сестры Марии; писатель, член Археологического общества, будучи в Париже (1848), привёз оттуда обломок трона королей Франции. Страдал умопомешательством, его современник писал, что князь Долгоруков «имел тесную связь с португальскою подданною Паива, она привезла его в Петербург из-за границы больного, и здесь он скончался. Тогда она начала требовать от отца князя 300 тысяч франков, которые будто бы ей должен покойный, но ей было отказано»[16].